# Identity Theft (canção de Lil' Kim)
"Identity Theft" (tradução portuguesa : "Roubo de Identidade") é considerado o quarto single da terceira mixtape de Lil' Kim, Hard Core 2K14.

## Sobre
A canção foi anunciada em 8 de Agosto de 2014 por Kim através de suas redes sociais junto a uma imagem comparando fotografias dela de Nicki Minaj insinuando um suposto roubo de identidade, e foi lançado um dia depois do anunciamento.
O single é sua segunda resposta para o verso de Nicki no remix da canção "***Flawless" em parceria com Beyoncé, onde Minaj se auto intitula "rainha do rap" como shade para Lil' Kim. A primeira resposta para o verso de Nicki foi um remix não oficial da mesma canção "***Flawless" lançado por Lil' Kim em 4 de Agosto de 2014, onde ela declara: "Ouvi essa vadia dizer o meu nome? Rainha do rap? Sai fora". Cinco dias depois, Kim lançou o single "Identity Theft" como sua segunda resposta. Lil' Kim diz que é pacífica, mas que Nicki Minaj a provoca, "Os primeiros tiros sempre são dela", já declarou a rapper veterana.
A arte da capa foi produzida pelo designer MRTEX, responsável por criar capas publicitarias de singles e eventos de vários artistas de Hip-Hop. Na capa pode ser vista uma carteira de motorista com os dados pessoais de Lil' Kim com uma imagem de Nicki Minaj tirada dos bastidores de uma entrevista de 2012 em Londres. No fundo da carteira, é possível ver desfocadamente em tons acinzentados algumas bonecas Barbies, insinuando a suposta imitação do codinome de Lil' Kim, "Black Barbie", onde Nicki Minaj remodulou para "Harajuku Barbie".
A canção não estava prevista para estar incluída em sua terceira mixtape Hard Core 2K14, mas Kim resolveu adiciona-la após descartar quatro canções da mixtape. No inicio e final da música, é possível ouvir um sample do intro da canção "Six Days" do rapper Mos Def.

## Faixas
| Edição padrão |                  |         |  |
| N.º           | Título           | Duração |  |
| 1.            | "Identity Theft" | 2:19    |  |